# Anyphaenoides
Genre
Synonymes
- Quechuella Chamberlin, 1916

Anyphaenoides est un genre d'araignées aranéomorphes de la famille des Anyphaenidae.

## Distribution
Les espèces de ce genre se rencontrent en Amérique du Sud et en Amérique centrale.

## Liste des espèces
Selon World Spider Catalog (version 19.0, 30/05/2018) :
- Anyphaenoides brescoviti Baert, 1995
- Anyphaenoides caribensis Martínez, Brescovit & Martinez, 2018
- Anyphaenoides clavipes (Mello-Leitão, 1922)
- Anyphaenoides cocos Baert, 1995
- Anyphaenoides coddingtoni Brescovit, 1998
- Anyphaenoides enigmatica Martínez, Brescovit & Martinez, 2018
- Anyphaenoides foreroi Martínez, Brescovit & Martinez, 2018
- Anyphaenoides hilli Martínez, Brescovit & Martinez, 2018
- Anyphaenoides irusa Brescovit, 1992
- Anyphaenoides katiae Baert, 1995
- Anyphaenoides locksae Brescovit & Ramos, 2003
- Anyphaenoides octodentata (Schmidt, 1971)
- Anyphaenoides pacifica (Banks, 1902)
- Anyphaenoides placens (O. Pickard-Cambridge, 1896)
- Anyphaenoides pluridentata Berland, 1913
- Anyphaenoides samiria Brescovit, 1998
- Anyphaenoides sialha Brescovit, 1992
- Anyphaenoides sierraensis Martínez, Brescovit & Martinez, 2018
- Anyphaenoides volcan Brescovit, 1998
- Anyphaenoides xiboreninho Brescovit, 1998

Selon The World Spider Catalog (version 18.5, 2018) :
- †Anyphaenoides bulla (Wunderlich, 1988)

## Publication originale
- Berland, 1913 : Araignées. Mission du Service géographique de l'armée pour la mesure d'un arc du méridien équatorial en Amérique du Sud (1899-1906). Paris, vol. 10, p. 78-119.